# ليباز ثلاثي اسيل الغليسيرول
ليباز ثلاثي اسيل الغليسيرول أو ليباز الدهون الثلاثية (بالإنجليزية: Triacylglycerol lipase)‏. ويسمى أيضاً ستيابسين رقمه الكيميائي ( EC 3.1.1.3 )،هو إنزيم هضمي ينتج من العصارة البنكرياسية .يتواجد في البنكرياس وهو إنزيم يعمل فقط على واجهة الماء استر.

## الوظيفة
يقوم انزيم ليباز ثلاثي اسيل الغليسيرول بتنبيه حلمهة الدهون وتحويلها إلى أحماض دهنية و غليسيرول. هذا الإنزيم يحفز على التفاعل الكيميائي التالي
الدهون الثلاثية + H 2 O \ rightleftharpoons مادة ال diacylglycerol + A الكاربوكسيلات

## وصلات اضافية
- Triacylglycerol+lipase في المكتبة الوطنية الأمريكية للطب نظام فهرسة المواضيع الطبية (MeSH).